# Zalas (powiat ostrołęcki)
Zalas – wieś kurpiowska w Polsce położona w województwie mazowieckim, w powiecie ostrołęckim, w gminie Łyse.
Administracyjnie wieś jest sołectwem.

## Historia
W 1802 wynotowano, że we wsi znajduje się karczma, a wśród mieszkańców jest 18 rolników, 5 chałupników. Spis z 1819 był dokładniejszy, bowiem podał 239 mieszkańców (18 rolników, 22 chałupników i łącznie 104 dorosłych), a także cały inwentarz i obciążenia podatkowe. Dziesięcina gospodarzy obejmowała daninę na rzecz dworu małopłockiego oraz po snopku żyta na rzecz proboszcza w Myszyńcu. W 1827 w Zalasie było 41 dymów (domostw) i 319 mieszkańców.
W miejscowości pozyskiwano bursztyn.
W latach 1921–1939 wieś leżała w województwie białostockim, w powiecie kolneńskim (od 1932 w powiecie ostrołęckim), w gminie Łyse.
Według Powszechnego Spisu Ludności z 1921 roku zamieszkiwało tu 600 osób, 595 było wyznania rzymskokatolickiego a 5 prawosławnego. Jednocześnie wszyscy mieszkańcy zadeklarowali polską przynależność narodową. Było tu 113 budynków mieszkalnych. Miejscowość należała do miejscowej parafii rzymskokatolickiej. Podlegała pod Sąd Grodzki w Kolnie i Okręgowy w Łomży; właściwy urząd pocztowy mieścił się w m. Łyse.
W wyniku agresji Niemiec we wrześniu 1939, miejscowość została przyłączona do III Rzeszy i znalazła się w strukturach Landkreis Scharfenwiese (ostrołęcki) w rejencji ciechanowskiej (Regierungsbezirk Zichenau) Prus Wschodnich.
W latach 1954–1972 Zalas był siedzibą gromady Zalas.
W latach 1975–1998 wieś administracyjnie należała do województwa ostrołęckiego.

## Demografia
- 1819 − 239 mieszkańców[5]
- 1827 − 319 mieszkańców[5]
- 1921 − 600 mieszkańców[8]
- 2018 − 568 mieszkańców[12]
- 2021 − 541 mieszkańców[13]

## Transport
Zalas leży przy lokalnej drodze, 4 km na północ od drogi wojewódzkiej nr 647.

## Architektura
Od 1900 w Zalasie istniała drewniana kaplica. W rejestrze zabytków Narodowego Instytutu Dziedzictwa znajdują się od 22 stycznia 2013 kościół św. Stanisława Kostki projektu Franciszka Przecławskiego, wzniesiony w latach 1908-1913 oraz przyległa dzwonnica. Neogotycki kościół jest murowany, jednonawowy, z wieżą.
Drewniana chałupa pod nr 88 pochodzi z 1860 roku.

## Religia
Miejscowy kościół jest siedzibą parafii św. Stanisława Kostki. W strukturze kościoła rzymskokatolickiego parafia należy do metropolii białostockiej, diecezji łomżyńskiej, dekanatu Myszyniec.
Wcześniej wierni podlegali pod parafię w Myszyńcu.

## Położenie
Zalas leży na Równinie Kurpiowskiej, na północnych krańcach Puszczy Zielonej. Wpis w Słowniku geograficznym Królestwa Polskiego określa położenie jako wzgórzyste.

## Podział administracyjny
| SIMC    | Nazwa                  | Rodzaj    |
| ------- | ---------------------- | --------- |
| 0514124 | Gniazdo                | część wsi |
| 1057054 | Pólko                  | część wsi |
| 0514130 | Ślepki                 | część wsi |
| 0514147 | Więcki (dawniej Węski) | część wsi |